# ブリスボール
ブリスボール（英語:Bliss Ball）とは、No Sugar、No Gluten、No Additivesをコンセプトとする、ドライフルーツやナッツなどの自然素材を原料に作られるボール状の菓子で、オーストラリアが発祥である。

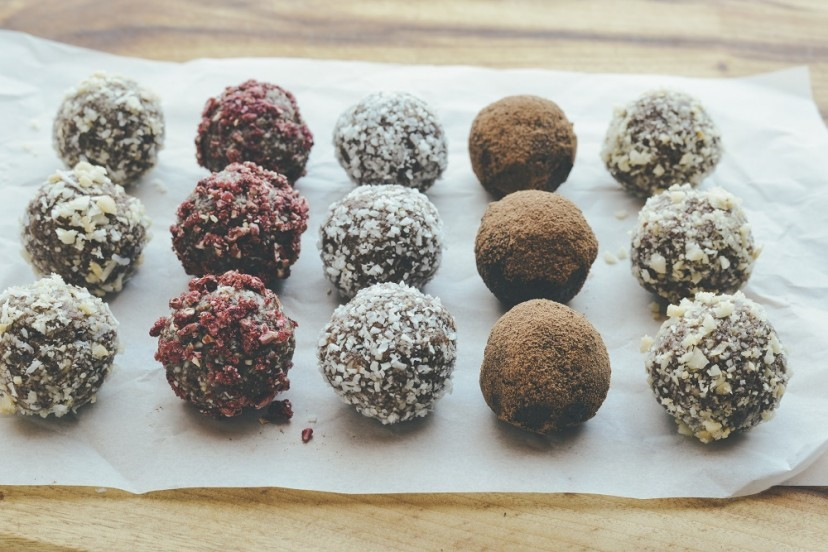
ブリスボール

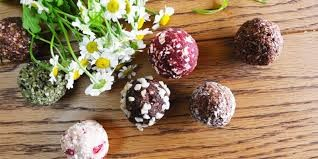
日本初上陸のFood jewelryのブリスボール

## 概要
ヘルシーさから「Guilt-free treat（罪悪感ゼロ！なおやつ）」とも言われる。ナッツやドライフルーツなどを用い、動物性食品を使わず加熱もせずに作ることができる。エナジーボールやビューティーボールと呼ばれることもある。

## 歴史
オーストラリアから広がり、イギリス・香港などでも、ヨギーおよびヨギーニ（ヨガを行っている人）を中心に、食に対する意識が高い人たちが始める。
2013年頃より、関連記事やレシピなどがウェブ上で出始め、手軽に作ることができる、Guilt-free（罪悪感ゼロのおやつ）として、instagramを始めとして世界的な広まりを見せている。
日本でのブリスボールの提唱者は、エリカ・アンギャルやサラ・ウィルソンが有名。
本場オーストラリアでは、コーヒーに添える「スイーツ」として、カフェで、運動前後の「エナジーボール」として、スーパーやヘルスストアで、ヘルシー＆簡単な手作りお菓子として自宅でなど、幅広く嗜まれている。

## 日本の専門店
FOOD JEWELRY（東京都港区）は、日本初のブリスボール専門店である。

## 種類
ブリスボールの種類に明確なものはない。基本的に何を入れてもよい。以下、主に原材料として使われる素材を挙げる。
- ドライフルーツ
  - デーツ
  - ナツメ
  - イチジク
- プルーン
- ナッツ
  - マカダミアナッツ
  - ココナッツ
  - アーモンド
  - カシューナッツ
  - カカオ
- ピーナッツバター
- 蜂蜜
- ホワイトチアシード
- バニラエッセンス
- ココナッツオイル
- 塩

## 製法
準備しておくべきもの
- フードプロセッサー
- ナッツ
- ドライフルーツ

手順
1. 大きなボールにすべての材料を入れて混ぜる
2. スプーンですくって、小さな食べやすいサイズのボールにする
3. 冷蔵庫に入れて固める
4. ボールの上にふりかけるべきものがあればふりかける。